# 인두근육
인두근육(咽頭筋肉, pharyngeal muscles)은 구강 뒤쪽의 인두를 형성하는 근육들이다. 인두 내강의 모양을 만들며 목소리에 영향을 미친다. 또한 식도로 음식물을 밀어넣는다.
인두근육은 바깥쪽의 돌림층(circular layer)과 안쪽의 세로층(longitudinal layer)로 구성된다.
바깥쪽 돌림층의 근육은 다음과 같다.
- 위인두수축근
- 중간인두수축근
- 아래인두수축근

이 세 근육은 음식을 삼키는 동안 비자발적으로 수축하여 음식물 덩어리를 아래로 민다.
안쪽 세로층의 근육은 다음과 같다.
- 붓인두근
- 귀관인두근
- 입천장인두근

삼키는 동안 이 근육들은 짧아지면서 인두를 넓게 한다.
미주신경의 인두가지가 인두근육에 분포하는데, 유일한 예외는 혀인두신경이 분포하는 붓인두근이다.